# 慶宗寺
慶宗寺（けいそうじ）は長野県飯山市にある浄土宗寺院。開基は飯山藩初代藩主・佐久間安政の叔父・佐久間安宗と伝わる。
佐久間安政と佐久間一族の位牌がある。寺紋は佐久間家の家紋である「丸に三つ引両」。

## アクセス
- JR東日本北陸新幹線あるいは飯山線飯山駅より徒歩10分